# Linie tramwajowe w Szczecinie

Szczecińska sieć tramwajowa (stan z sierpnia 2024 r.)

W 2020 r. w Szczecinie działało 12 linii tramwajowych zwykłych i 1 sezonowa turystyczna. Artykuł ten zawiera historię, trasy i listę przystanków szczecińskich linii tramwajowych.

## Linie działające

### Linia nr 0[1]

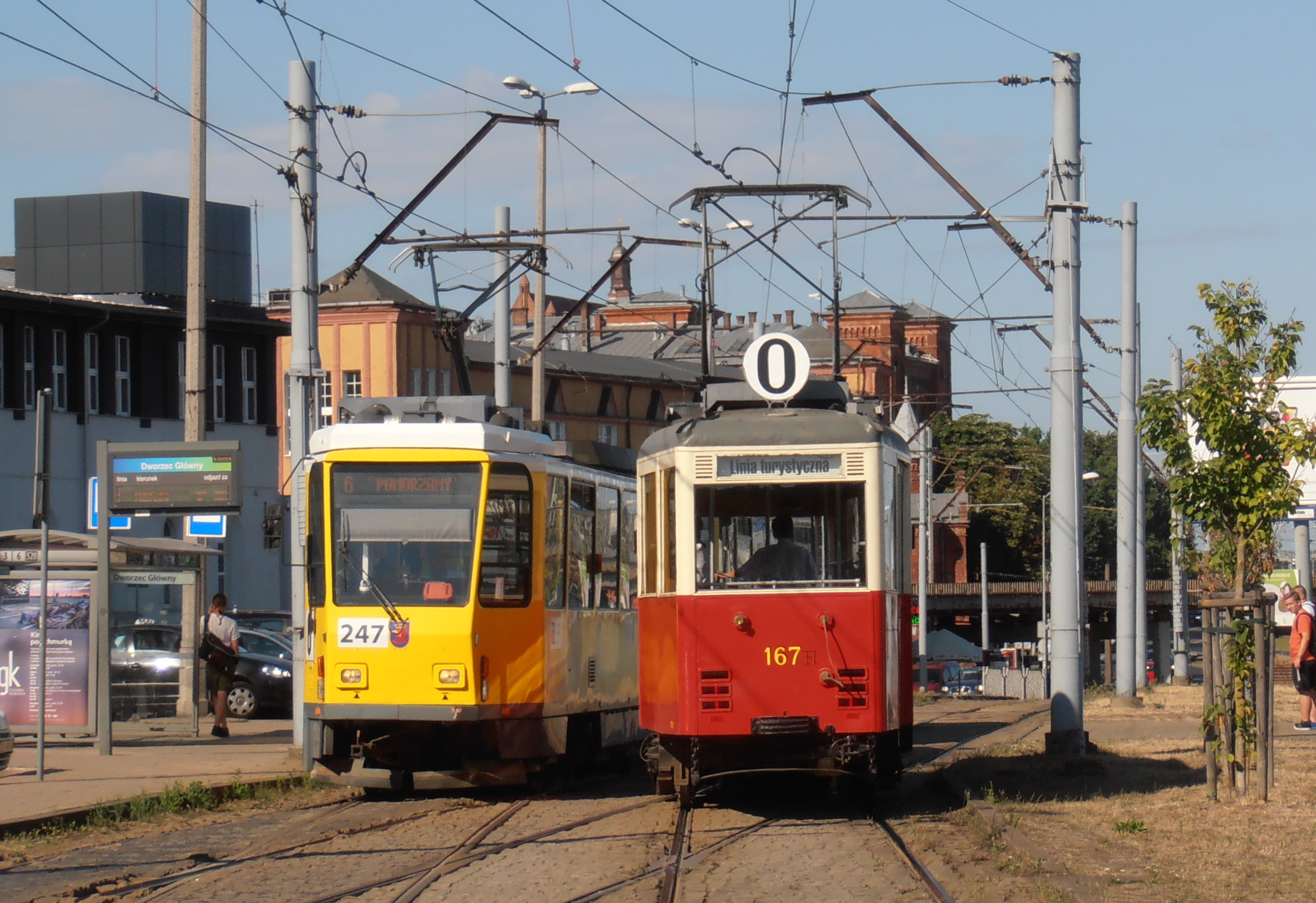
Konstal N na linii 0 w 2018 roku

Linia 0 została uruchomiona w 2001 r. z inicjatywy Szczecińskiego Towarzystwa Miłośników Komunikacji Miejskiej, przy współpracy z MZK Szczecin i ZKM (obecnie ZDiTM). Swój pierwszy kurs wykonała 8 lipca wspomnianego roku.
Linia kursuje w każdą niedzielę lipca i sierpnia. Wyjątkiem był 2001 – kiedy to linia kursowała od lipca do 16 września, w kilku następnych latach kursy wykonywane były także w czerwcowe weekendy.
Ma ona charakter linii okrężnej i jest obsługiwana wyłącznie taborem zabytkowym.
Trasa w 2024 r.:
Potulicka – Narutowicza – 3 Maja – aleja Niepodległości – plac Brama Portowa – aleja Niepodległości – plac Żołnierza Polskiego – plac Hołdu Pruskiego – Matejki – Malczewskiego – Parkowa – Dubois – Firlika – Antosiewicza – Nocznickiego – Firlika – Łady – Jana z Kolna – Nabrzeże Wieleckie – Wyszyńskiego – plac Brama Portowa – plac Zwycięstwa – Krzywoustego – plac Kościuszki – Krzywoustego – aleja Bohaterów Warszawy – Wawrzyniaka – aleja Wojska Polskiego – plac Szarych Szeregów – Piłsudskiego – plac Odrodzenia – Piłsudskiego – plac Grunwaldzki – Piłsudskiego – plac Rodła – aleja Wyzwolenia – plac Żołnierza Polskiego – aleja Niepodległości – plac Brama Portowa – aleja Niepodległości – 3 Maja – Narutowicza – Potulicka. 
Linię na zmianę obsługują tramwaje historyczne:
- Konstal N 167
- Konstal 4N 216
- Konstal 4N1+4ND1 293II+343

Dodatkowo pierwszy sezon obsługiwał wagon Nordwaggon Bremen 144.
Obsługę konduktorską oraz sprzedaż biletów od 2001 do 2006 zapewniali konduktorzy STMKM. Od 2007 zajmują się tym pracownicy ZDiTM. Członkowie STMKM pomagają przy obsłudze wagonów.

### Linia nr 1

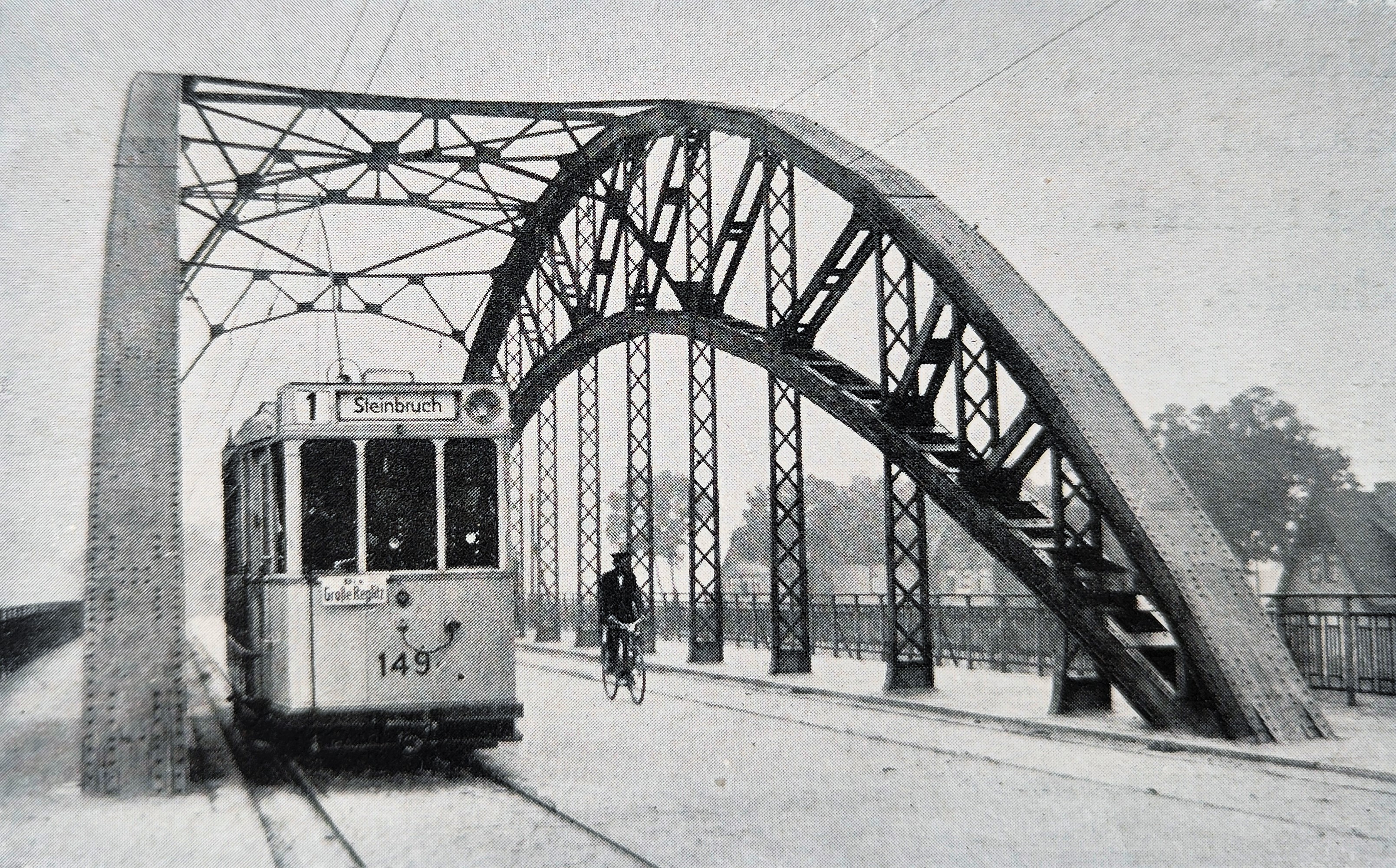
Tramwaj typu Bremen na linii nr 1 na moście nad Regaliczką, lata 20. XX wieku

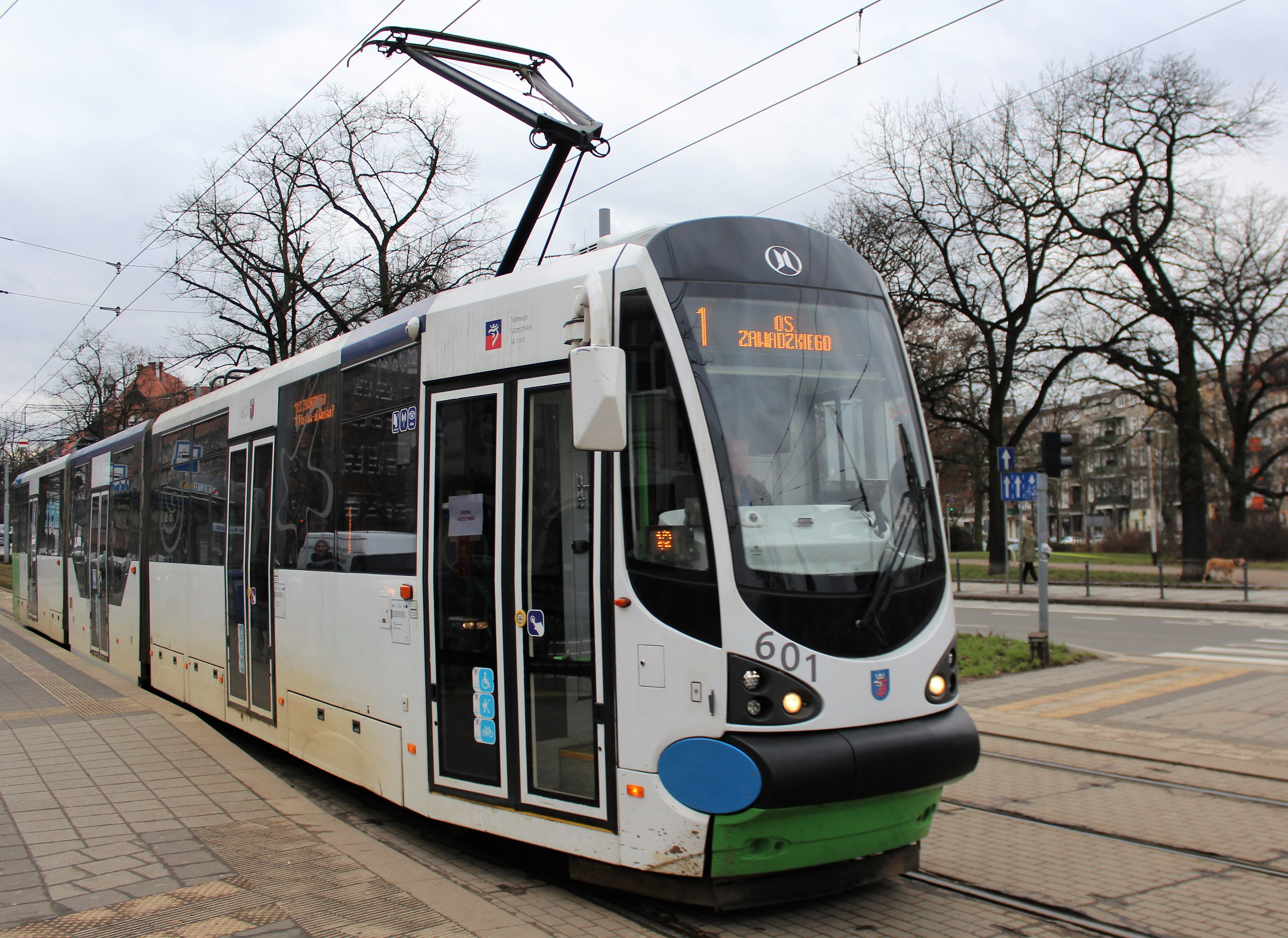
Linia tramwajowa nr 1 na objeździe spowodowanym remontem torowisk, luty 2022

Pierwsza linia tramwaju konnego w Szczecinie została uruchomiona 23 sierpnia 1879. Linia miała swój początek przy zajezdni u zbiegu al. Wojska Polskiego i ul. Piotra Skargi, biegła do pl. Zwycięstwa, następnie przez Bramę Portowa, ul. Grodzką, Staromłyńską, pl. Hołdu Pruskiego, ulicami Roosevelta, Wyzwolenia do obecnego Ronda Giedroycia. 25 października 1885 do linii dobudowano jeszcze jedną na następującej trasie od ul. P. Skargi do Dworca Głównego i od Niebuszewa do Dworca Głównego. Po dwóch latach pierwsza linia została skierowana do ul. Jana z Kolna. W 1897 linia została zelektryfikowana, a 4 lipca tego samego roku skrócono ją do ul. Wyszyńskiego. Właśnie na trasie Wyszyńskiego – Łękno odbyły się próby uruchomienia tramwaju elektrycznego. W pierwszych latach do jednotorowej linii dobudowano drugi tor. Wymieniono też tory. W roku 1905 liniom nadano numery od 1 do 7. Linia Łękno – Wyszyńskiego otrzymała nr 1 oraz została przedłużona do Łasztowni. Była to pierwsza w historii linia, która przekroczyła Odrę.
W roku 1906 nastąpiło przedłużenie linii w stronę północno-zachodnią, do ul. Ostrawickiej. Do dziś zachowała się stara poczekalnia przy tej ulicy, wybudowana w 1926. W 1912 linia otrzymała kolor żółty. W stronę południowo-wschodnią linię przedłużano stopniowo: 26 listopada 1925 roku „jedynka” dotarła do Stoczni Remontowej „Parnica”, rok później do Basenu Górnośląskiego, następnie 1 października 1926 roku do Mostu Cłowego, a 17 lipca następnego roku do Lotniska położonego poza ówczesnymi granicami miasta. Jednocześnie otwarto 3 lipca 1927 nowy odcinek trasy prowadzący do Toru Kolarskiego. Od tego momentu linia ta była najdłuższa w Szczecinie i liczyła 11,5 km długości. Do 1927 dopóki nie wybudowano trakcji na mostach tramwaje linii pierwszej przejeżdżały przez nie siłą rozpędu.
Po wojnie linia numer 1 została uruchomiona na trasie: Ostrawicka – pl. Zwycięstwa. W latach 60. „jedynka” od placu Zgody jeździła przez ulicę Obrońców Stalingradu, plac Żołnierza, Wyszaka i Jana z Kolna, kończąc trasę przy Stoczni Szczecińskiej. Po katastrofie tramwajowej na ulicy Wyszaka w 1967, odcinek przy ulicy Wyszaka został wyłączony z ruchu, co spowodowało zmianę trasy jedynki. Od tego czasu tramwaje tej linii jeździły przez ulice Matejki, Malczewskiego oraz Dubois. W następnych latach w centrum zlikwidowano wiele torowisk, wówczas linia 1 miała podobną trasę do dzisiejszej. Później linia kursowała już na niezmienionej trasie. W grudniu 2021 linię skierowano do nowej pętli Osiedle Zawadzkiego.
Trasa
| Kierunek: Potulicka | Kierunek: Os. Zawadzkiego |
| --- | --- |
| Szafera – Rondo Olszewskiego- Wojska Polskiego – Piłsudskiego – Matejki – Plac Żołnierza Polskiego – Niepodległości – 3 Maja – Narutowicza – Potulicka | Potulicka – Narutowicza – 3 Maja – Niepodległości – Plac Żołnierza Polskiego – Matejki – Piłsudskiego – Wojska Polskiego- Rondo Olszewskiego – Szafera |

Przystanki
|                          | Przystanek            | Osiedle               | Przesiadki |
| ------------------------ | --------------------- | --------------------- | ---------- |
|                          | Os. Zawadzkiego       | Zawadzkiego-Klonowica | 3          |
| Szafera                  | Zawadzkiego-Klonowica | 3                     |            |
| Arena Szczecin           | Zawadzkiego-Klonowica | 3                     |            |
| Rondo Olszewskiego       | Zawadzkiego-Klonowica | 3                     |            |
| Zajezdnia Pogodno        | Pogodno               | 9                     |            |
| Unii Lubelskiej          | Pogodno               | 9                     |            |
| Skłodowskiej             | Pogodno               | 9                     |            |
| Bogumiły                 | Łękno                 | 9                     |            |
| Piotra Skargi            | Śródmieście-Północ    |                       |            |
| Felczaka                 | Śródmieście-Północ    |                       |            |
| Plac Szarych Szeregów    | Centrum               | 5, 11, 12             |            |
| Plac Grunwaldzki         | Centrum               | 5, 11, 12             |            |
| Plac Rodła               | Centrum               | 2, 3, 5, 10, 11, 12   |            |
| Filharmonia              | Stare Miasto          | 6                     |            |
| Plac Żołnierza Polskiego | Stare Miasto          | 2, 3, 10              |            |
| Brama Portowa            | Centrum               | 2, 3, 7, 8, 9, 10     |            |
| Plac Zawiszy             | Nowe Miasto           | 3, 9                  |            |
| Sowińskiego              | Nowe Miasto           | 3, 9                  |            |
| Potulicka                | Nowe Miasto           | 3, 9                  |            |

### Linia nr 2
Linia tramwajowa nr 2 powstała w 1905. Połączyła ona wówczas Bramę Portową z Bramą Cmentarza Centralnego przez ulice Krzywoustego, Sikorskiego i Ku Słońcu. Kryzys lat 20. spowodował zawieszenie kursów linii nr 2, miało to miejsce w 1923 roku. W lipcu kolejnego roku reaktywowano „dwójkę” na wydłużonej trasie do Dworca Głównego. Kolejne przedłużenie miało miejsce w 1927, kiedy tramwaje linii 2 zaczęły dojeżdżać na Gumieńce. W miejscu, gdzie dziś jest Szkoła Salezjańska, zlokalizowano przystanek końcowy. Następnie, do końca wojny trasa nie ulegała zmianie. W 1945 roku z powodu zniszczeń infrastruktury zawieszono ją.
Po odbudowie trakcji i torów linia 2 zaczęła działać na nowej trasie łączącej ul. Kołłątaja z Dworcem Niebuszewo. W roku 1949 przedłużono przebieg linii do obecnego Basenu Górniczego. W roku 1964 miał miejsce remont torowiska na ulicy Gdańskiej, przez co tramwaje linii 2 do odwołania jeździły tylko do ul. Dworcowej.
Kolejna zmiana trasy miała miejsce w roku 1977, gdy przez rok trwał remont torowiska na ul. Kołłątaja i Asnyka, wtedy do następnego roku tramwaje kursowały od ulicy Dworcowej do Lasu Arkońskiego. W 1983 linie ponownie skierowano na Basen Górniczy. Jednak w roku 1995 linia 2 ponownie kończyła się na ul. Dworcowej.
Z powodu remontu ul. Dworcowej w latach 1996–1997 linia 2 jeździła od pętli Niebuszewo do ul. Potulickiej. W roku 1997 przywrócono kursy do ul. Dworcowej.
Pierwsze zawieszenie linii od 1945 miało miejsce w 1998, gdy remontowano aleję Niepodległości. Po modernizacji przywrócono starą trasę. Latem 2001 przebudowywano skrzyżowanie alei Wyzwolenia z ulicą Kołłątaja, wówczas linia 2 miała następujący przebieg: Zajezdnia Niemierzyn – Dworcowa. Wtedy też na linię wyjeżdżały niemierzyńskie wagony Duewag GT6 i Konstal 102Na. W sierpniu linię zawieszono, ponownie uruchamiając ją w październiku 2001 roku na trasie Dworzec Niebuszewo – Dworcowa. W następnych latach miały miejsce kolejne remonty, a po reorganizacji w 2008 roku linia jeździ na współczesnej trasie: Dworzec Niebuszewo – Basen Górniczy. Linia od 2014 roku była zawieszona z powodu remontu Basenu Górniczego, gdzie przy tym linia nr 8 jeździła za nią do Dworca Niebuszewo. Od 29.08.2015 r. linia nr 2 powróciła na przedłużonej trasie Dworzec Niebuszewo – Turkusowa.
Trasa
| Kierunek: Turkusowa | Kierunek: Dworzec Niebuszewo |
| --- | --- |
| Dworzec Niebuszewo – Boguchwały – Asnyka – Kołłątaja – Wyzwolenia – Plac Rodła – Wyzwolenia – Plac Żołnierza Polskiego – Niepodległości – Brama Portowa – Wyszyńskiego – Energetyków – Gdańska – Basen Górniczy – Eskadrowa – Hangarowa – Jaśminowa – Turkusowa | Turkusowa – Jaśminowa – Hangarowa – Eskadrowa – Basen Górniczy – Gdańska – Energetyków – Wyszyńskiego – Brama Portowa – Niepodległości – Plac Żołnierza Polskiego – Wyzwolenia – Plac Rodła – Wyzwolenia – Kołłątaja – Asnyka – Dworzec Niebuszewo |

Przystanki
|                          | Przystanek                             | Osiedle             | Przesiadki |
| ------------------------ | -------------------------------------- | ------------------- | ---------- |
|                          | Dworzec Niebuszewo                     | Niebuszewo-Bolinko  | 12         |
| Boguchwały1              | Niebuszewo-Bolinko                     | 12                  |            |
| Niemcewicza              | Niebuszewo-Bolinko                     | 12                  |            |
| Kołłątaja                | Niebuszewo-Bolinko, Śródmieście-Północ | 3, 10, 12           |            |
| Odzieżowa                | Śródmieście-Północ                     | 3, 10, 12           |            |
| Rayskiego                | Śródmieście-Północ, Centrum            | 3, 10, 12           |            |
| Plac Rodła               | Centrum                                | 1, 3, 5, 10, 11, 12 |            |
| Plac Żołnierza Polskiego | Stare Miasto                           | 1, 3, 10            |            |
| Brama Portowa            | Stare Miasto                           | 1, 3, 7, 8, 9, 10   |            |
| Wyszyńskiego             | Stare Miasto                           | 6, 7, 8             |            |
| Energetyków              | Międzyodrze-Wyspa Pucka                | 7, 8                |            |
| Port Centralny nż        | Międzyodrze-Wyspa Pucka                | 7, 8                |            |
| Parnica nż               | Międzyodrze-Wyspa Pucka                | 7, 8                |            |
| Merkatora nż             | Międzyodrze-Wyspa Pucka                | 7, 8                |            |
| Basen Górniczy           | Międzyodrze-Wyspa Pucka                | 7, 8                |            |
| Hangarowa nż             | Dąbie                                  | 7, 8                |            |
| Jaśminowa ZUS            | Zdroje                                 | 7 8                 |            |
| Turkusowa                | Zdroje                                 | 7, 8                |            |

1 – tylko w kierunku Turkusowej

### Linia nr 3

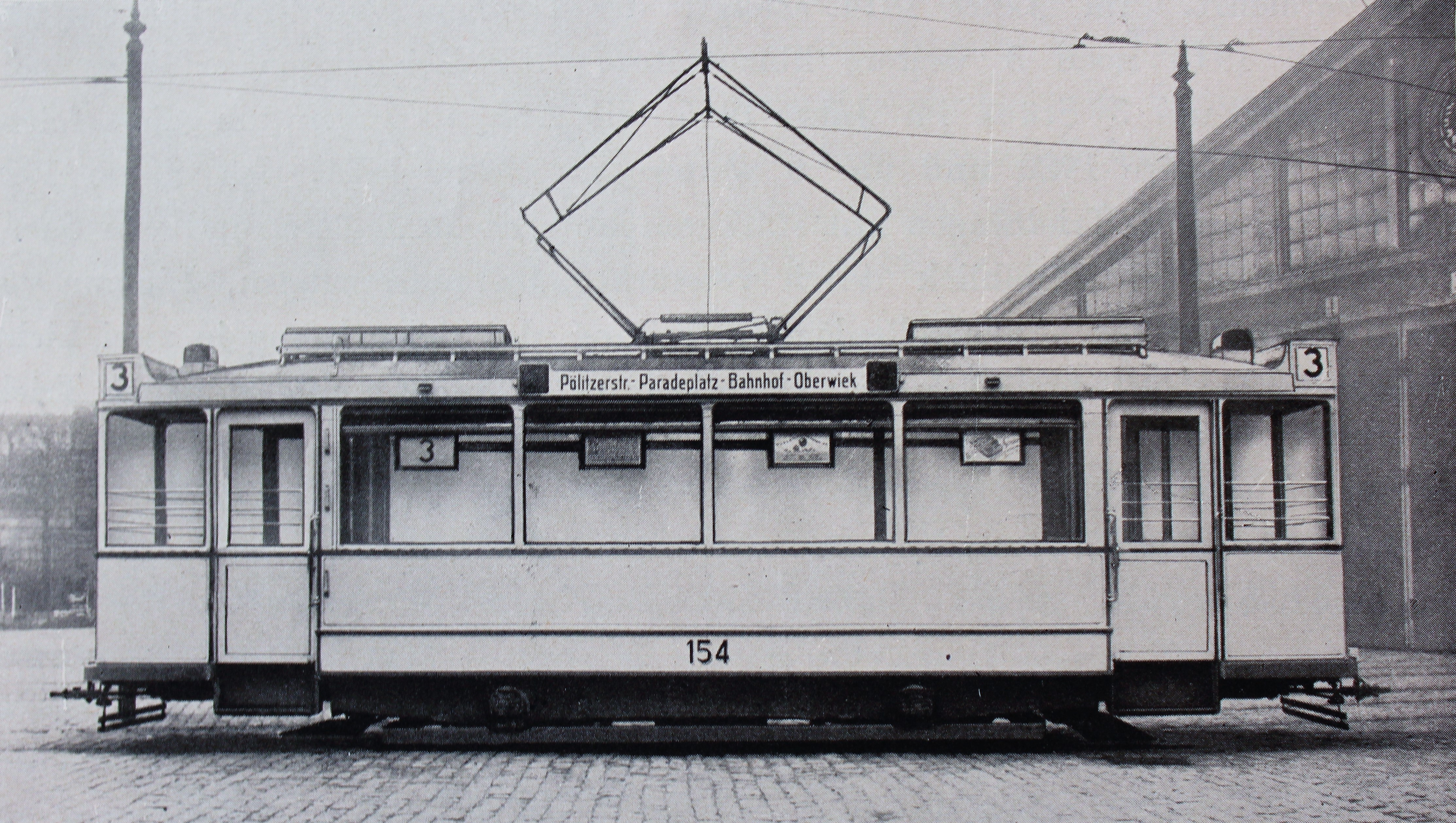
Typ Bremen na linii nr 3 na terenie zajezdni Niemierzyn, lata 20. XX w.

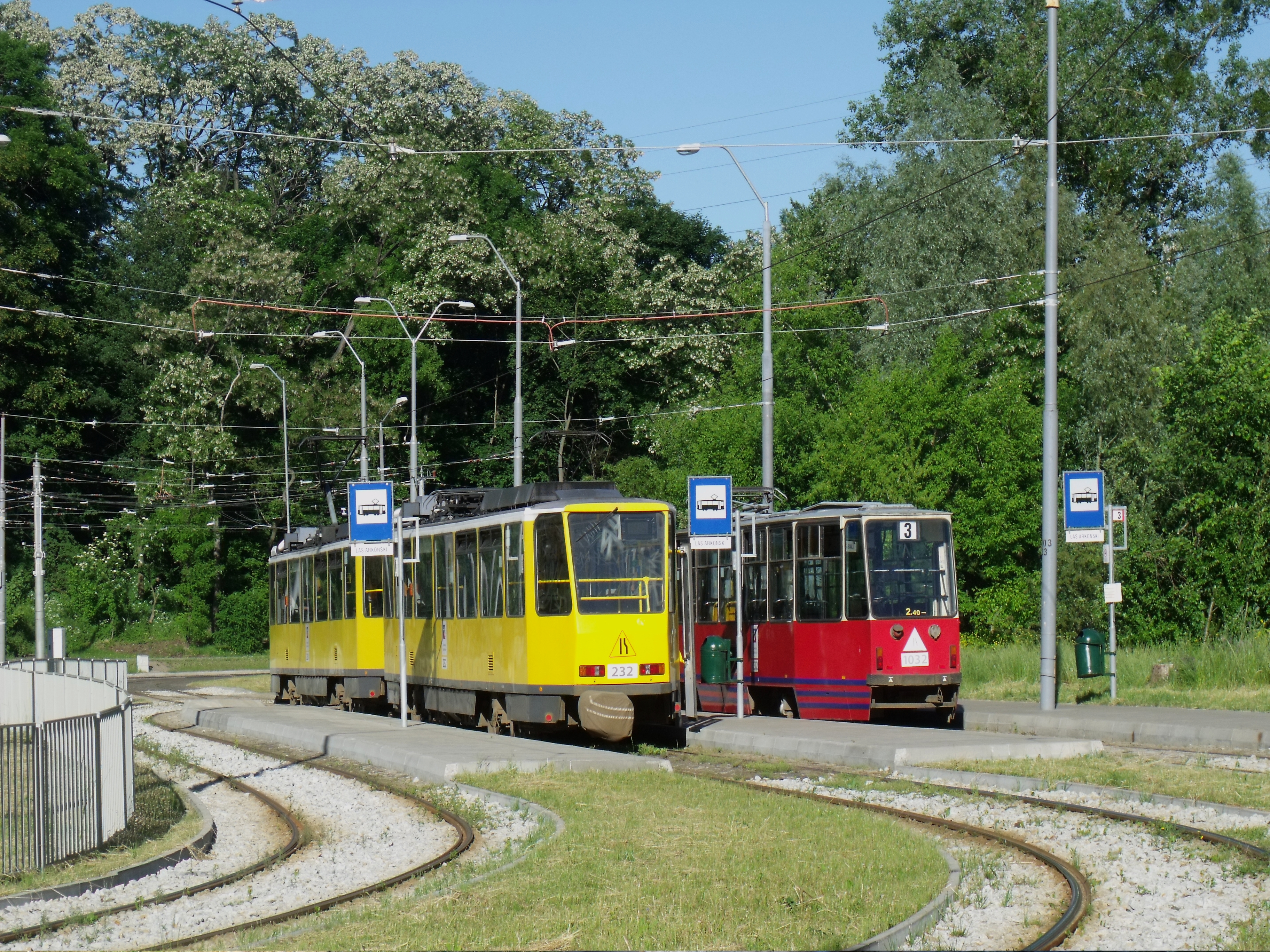
Tramwaje linii nr 3 w Lasku Arkońskim

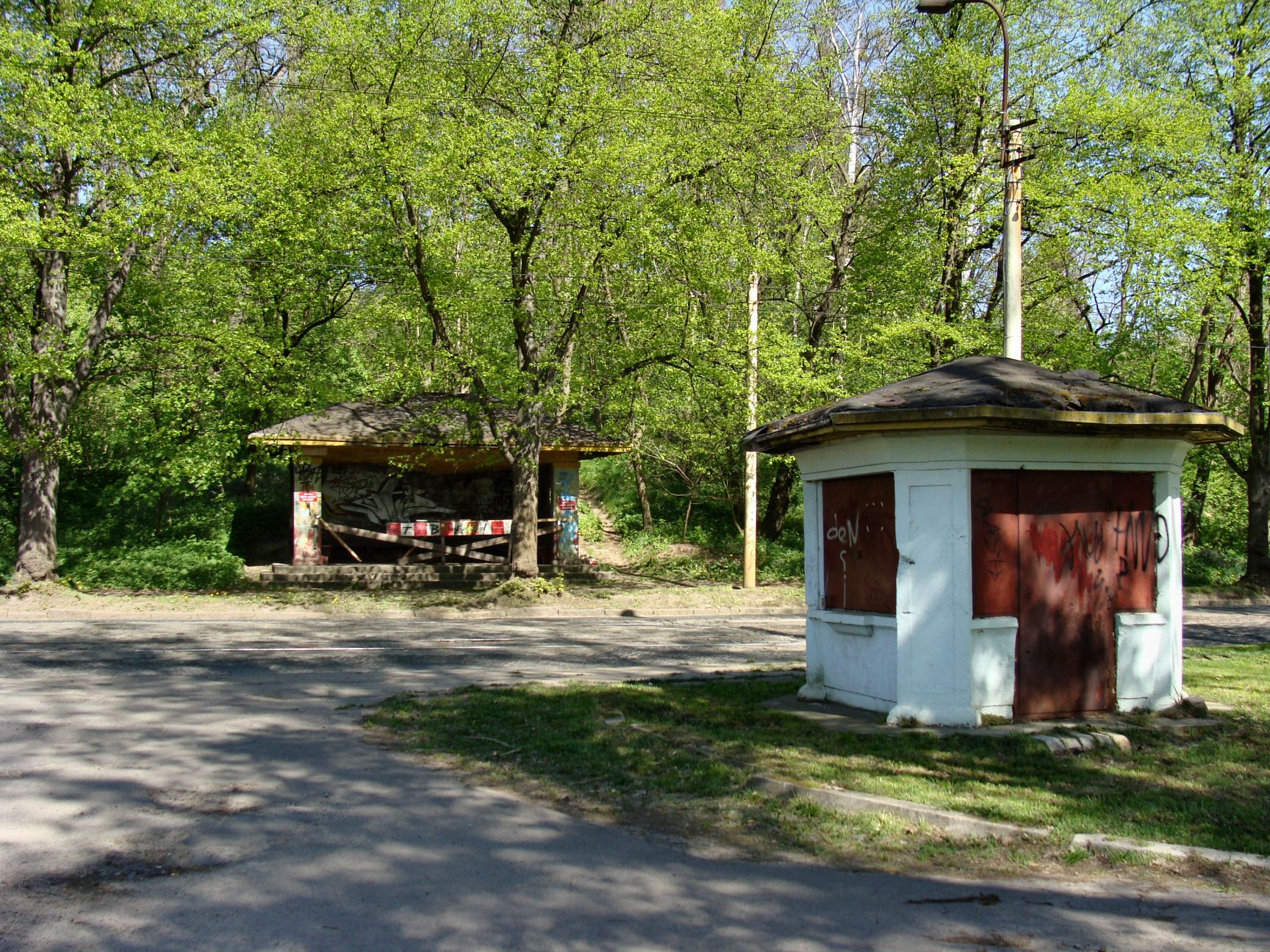
Wiata na przystanku końcowym Las Arkoński przed remontem

Trasa linii została wytyczona w 1897 roku. Było to pierwsze całkowicie od podstaw zbudowane torowisko dla tramwaju elektrycznego w Szczecinie. Na odcinku Pölitzer Straße (al. Wyzwolenia) od skrzyżowania z obecną ul. Kujawską do ul. Staszica pokrywała się z trasą pierwszej linii tramwaju konnego. Nowa linia została oznakowana kolorem pomarańczowym, a jej trasa prowadziła ulicami: Hauptbahnhof (Dworzec Główny) – Oberwiek (ul. Kolumba) – ulica przy Marktplatz (ul. Nowa) – Grüne Schanze (ul. Dworcowa) – Parade Platz (al. Niepodległości) – Moltke Straße (al. Wyzwolenia do pl. Rodła) – Pölitzer Straße (al. Wyzwolenia) do skrzyżowania z Friedeborn Straße/Grenz Straße (ul. H. Kołłątaja/ul. S. Staszica).
Jeszcze przed rokiem 1900 linię wydłużono przez Warsower Straße (ul. Krasińskiego) do przystanku końcowego przy Nemitzer Friedhof (Cmentarza Niemierzyńskiego) na Nemitzer Straße (ul. Niemierzyńskiej). Kolejne odcinki torów zbudowano: w 1906 roku do Bahndamm (wiaduktu kolejowego nad ul. Niemierzyńską), w roku 1907 przez Eckerberger Straße (ul. Arkońską) do skrzyżowania z Johannistal Straße (ul. Serbską) i w 1912 roku ostatni odcinek do krańcówki Eckerberger Wald (Las Arkoński). W międzyczasie w roku 1904 nadano linii numer 3, a w roku 1907 przy Nemitzer Straße oddano do użytku nową zajezdnię, znaną później pod nazwą Niemierzyn. Wcześniej tramwaje korzystały z zajezdni przy Oberwiek (ul. Kolumba). W roku 1924 linię 3 wydłużono do przez Pommerensdorfer Straße (ul. Chmielewskiego) do krańcówki Pommerensdorf (Pomorzany), a linię 4 – kursującą wcześniej do Pomorzan – skrócono do Dworca Głównego.
Komunikację po zakończeniu II wojny światowej już w polskim Szczecinie zainaugurował 12 sierpnia 1945 tramwaj na linii nr 3 – przejechał on wówczas trasę z najmniej zniszczonej wówczas Zajezdni Niemierzyn do Bramy Portowej. Jeszcze w tym samym roku linia kursowała na trasie Las Arkoński – Dworzec Główny, a w 1947 r. przywrócono historyczną trasę (do Pomorzan). 1 sierpnia 1959 r. istniejącą wówczas krańcówkę przy Lesie Arkońskim zmieniono w tradycyjną pętlę tramwajową, a 23 grudnia 1961 roku oddano torowisko w ciągu ul. Smolańskiej i nową pętlę na Pomorzanach przy skrzyżowaniu z ul. Budziszyńską, dokąd przedłużono także torowisko linii nr 4 z al. Powstańców Wielkopolskich. Wcześniej trasa linii nr 4 kończyła się na wysokości Szpitala Klinicznego nr 2 PAM. W 1960 uruchomiono linię nocną kursującą w godzinach od 23:00 do ok. 5:00 na trasie linii dziennej, oznaczono ją jako 3N. 1 lipca 1996 zlikwidowano linię nocną 3N, a dokładnie 5 miesięcy później pozostałe linie tramwajowe nocne, zastępując je siecią połączeń autobusowych. 3 listopada tego samego roku był ostatnim dniem kursowania tramwajów typu Konstal N na linii dziennej, obsługiwały one wówczas linię 3. 1 października 2004 r. na linię 11 wyjechał ostatni tramwaj z Zajezdni Niemierzyn, odtąd obsługę linii przejęła Zajezdnia Tramwajowa Pogodno, a samą zajezdnię przekształcono z dniem 1 stycznia 2006 w Muzeum Techniki i Komunikacji Zajezdnia Sztuki. 28 lutego 2007 r. był ostatnim dniem kursowania tramwajów typu Konstal 102Na i również w tym przypadku ostatni z nich zjechał do zajezdni po obsłudze na linii 3. Ostatnią do tej pory ważną datą związaną z linią 3 był 15 czerwca 2007 r., kiedy to wiata przystankowa przy pętli Las Arkoński (istniejąca od lat 20. XX w., obecnie po remoncie, niestety zdewastowana ponownie) została wpisana do rejestru zabytków.
Od 26 marca 2011 rozpoczęto modernizację ulic Arkońskiej i Niemierzyńskiej, w związku z tym linia 3 kursuje na trasie Dworzec Niebuszewo – Pomorzany. Na remontowanym odcinku kursują linie zastępcze: 803 Dworzec Niebuszewo – Las Arkoński (do obsługi ul. Arkońskiej) i 803A Kołłątaja – Pawła VI (pętla przy wiadukcie, do obsługi ul. Niemierzyńskiej). Obecnie trasy 803 i 803A z powodu zaawansowanych prac budowlanych zostały zmodyfikowane.
Między 4 lipca 2011 a 31 sierpnia 2011 z powodu remontu torowiska w ciągu Al. Niepodległości linia 3 była linią okrężną kursującą na trasie Pomorzany – Dworzec Główny – Brama Portowa – Plac Kościuszki – Powstańców Wlkp. – Pomorzany. Kursy najpierw przez Dworzec Główny oznaczone były jako Pomorzany (L), a w przeciwną stronę jako Pomorzany (P). Na trasie Dworzec Główny – Plac Rodła kursował autobus komunikacji zastępczej oznaczony jako linia 823.
W grudniu 2021 linię przedłużono do nowej pętli Osiedle Zawadzkiego.
Od 8 lipca 2023 linia została zawieszona.
Od 21 grudnia 2024 linia została wznowiona. Linia została przedłużona do odnawiającej się pętli Pomorzany
Trasa
| Kierunek: Pomorzany | Kierunek: Os. Zawadzkiego |
| --- | --- |
| Szafera – Arkońska – Niemierzyńska – Krasińskiego – Wyzwolenia – Niepodległości – Dworcowa – Nowa – Kolumba – Chmielewskiego – Smolańska | Smolańska – Chmielewskiego – Kolumba – Nowa – Dworcowa – Niepodległości – Wyzwolenia – Krasińskiego – Niemierzyńska – Arkońska – Szafera |

Przystanki
|                              | Przystanek                             | Osiedle               | Przesiadki |
| ---------------------------- | -------------------------------------- | --------------------- | ---------- |
|                              | Os. Zawadzkiego                        | Zawadzkiego-Klonowica | 1          |
| Szafera                      | Zawadzkiego-Klonowica                  | 1                     |            |
| Arena Szczecin               | Zawadzkiego-Klonowica                  | 1                     |            |
| Rondo Olszewskiego           | Zawadzkiego-Klonowica                  | 1                     |            |
| Międzyparkowa nż             | Arkońskie-Niemierzyn                   |                       |            |
| Stadion "Arkonia" nż         | Arkońskie-Niemierzyn                   |                       |            |
| Las Arkoński nż              | Arkońskie-Niemierzyn                   |                       |            |
| Wojciechowskiego             | Arkońskie-Niemierzyn                   | 10                    |            |
| Arkońska Szpital             | Arkońskie-Niemierzyn                   | 10                    |            |
| Wszystkich Świętych          | Arkońskie-Niemierzyn                   | 10                    |            |
| Niemierzyńska Technopark     | Niebuszewo-Bolinko                     | 10                    |            |
| Muzeum Techniki              | Niebuszewo-Bolinko                     | 10                    |            |
| Krasińskiego                 | Niebuszewo-Bolinko                     | 10                    |            |
| Kołłątaja                    | Niebuszewo-Bolinko, Śródmieście-Północ | 2, 10, 12             |            |
| Lubomirskiego                | Śródmieście-Północ                     | 2, 10, 12             |            |
| Plac Witosa                  | Śródmieście-Północ                     | 2, 3, 4,10, 11        |            |
| Rayskiego                    | Śródmieście-Północ, Centrum            | 2, 10, 12             |            |
| Plac Rodła                   | Centrum                                | 1, 2, 5, 10, 11, 12   |            |
| Plac Żołnierza Polskiego     | Stare Miasto                           | 1, 2, 10              |            |
| Brama Portowa                | Stare Miasto                           | 1, 2, 7, 8, 9, 10     |            |
| Plac Tobrucki                | Nowe Miasto                            |                       |            |
| SKM Dworzec Główny (Kolumba) | Nowe Miasto                            | 6                     |            |
| Kolumba nż                   | Nowe Miasto                            | 6                     |            |
| Zapadła nż                   | Nowe Miasto                            | 6                     |            |
| Tama Pomorzańska nż          | Pomorzany                              | 6                     |            |
| Świętego Józefa              | Pomorzany                              | 6                     |            |
| Smolańska                    | Pomorzany                              | 6                     |            |
| Pomorzany                    | Pomorzany                              | 6                     |            |

### Linia nr 4
Linia tramwajowa nr 4 została uruchomiona w 1905 roku, kiedy to kursującym po przedwojennym Szczecinie liniom tramwajowym nadano oznaczenia numeryczne. "Czwórka" w latach 1905-1923 kursowała po trasie: Pomorzany - Dworzec Główny - plac Hołdu Pruskiego - Piłsudskiego - Plac Sprzymierzonych. Od 1 września 2015 roku linia kursowała na trasie Krzekowo – Pomorzany. 29 maja 2021 r. linia została zawieszona. Linia tramwajowa nr 4 została wznowiona 1 lipca 2024 r. na trasie od Placu Szyrockiego do Placu Żołnierza Polskiego. Rok później z powodu montażu rozjazdów nakładkowych w ciągu alei Piastów przy skrzyżowaniu z ulicą Szwoleżerów, w dniach 5-6 lipca 2025 roku kursowanie linii 4 było zawieszone. 7 lipca 2025 r. ze względu na przebudowę torów tramwajowych na al. Powstańców Wielkopolskich, linia została skrócona. Tymczasowo tramwaje tej linii kursują od Szwoleżerów do Placu Żołnierza Polskiego.
Trasa
| Kierunek: Szwoleżerów                                                                        | Kierunek: Plac Żołnierza Polskiego         |
| -------------------------------------------------------------------------------------------- | ------------------------------------------ |
| Wyzwolenia – Plac Żołnierza Polskiego – Plac Hołdu Pruskiego – Józefa Piłsudskiego – Piastów | Piastów – Józefa Piłsudskiego – Wyzwolenia |

Przystanki
|                    | Przystanek                 | Osiedle             | Przesiadki   |
| ------------------ | -------------------------- | ------------------- | ------------ |
|                    | Pomorzany                  | Pomorzany           | 3, 6, 11, 12 |
| Frysztacka         | Pomorzany                  | 11, 12              |              |
| Szpitalna          | Pomorzany                  | 11, 12              |              |
| Starkiewicza       | Pomorzany                  | 11, 12              |              |
| Plac Szyrockiego   | Pomorzany                  | 11, 12              |              |
| Szwoleżerów        | Nowe Miasto                | 11, 12              |              |
| Narutowicza        | Śródmieście-Zachód         | 11, 12              |              |
| Plac Kościuszki    | Turzyn, Śródmieście-Zachód | 7, 8, 9, 10, 11, 12 |              |
| Piastów            | Turzyn, Śródmieście-Zachód | 5, 11, 12           |              |
| Bohaterów Warszawy | Turzyn                     | 5, 7, 9             |              |
| Wawrzyniaka        | Turzyn                     | 5, 7, 9             |              |
| Karłowicza         | Pogodno                    | 5, 7                |              |
| Poniatowskiego     | Pogodno                    | 5, 7                |              |
| Konopnickiej       | Pogodno                    | 5 7                 |              |
| Brzozowskiego      | Pogodno                    | 5, 7                |              |
| Wernyhory          | Pogodno                    | 5, 7                |              |
| Żołnierska         | Pogodno                    | 5, 7                |              |
| Krzekowo           | Pogodno                    | 5, 7                |              |

### Linia nr 5
Linia powstała w 1948 roku, gdzie kursowała wtedy na trasie Lubeckiego – Ku Słońcu. Od roku 1956 do roku 1989 kursowała na trasie Krzekowo – Stocznia Remontowa. W roku 1988 jeździła na trasie Krzekowo – Ludowa. Obecna trasa linii 5 to Osiedle Zawadzkiego – Stocznia Szczecińska.
Trasa
| Kierunek: Stocznia Szczecińska | Kierunek: Osiedle Zawadzkiego |
| --- | --- |
| Osiedle Zawadzkiego – Szafera – Sosabowskiego – Żołnierska – Mickiewicza – Aleja Bohaterów Warszawy – Jagiellońska – Aleja Piastów – Ulica Piłsudskiego – Matejki – Malczewskiego – Parkowa – Dubois – Firlika – Antosiewicza – Nocznickiego – Firlika – Stocznia Szczecińska | Stocznia Szczecińska – Firlika – Dubois – Parkowa – Malczewskiego – Matejki – Ulica Piłsudskiego – Aleja Piastów – Jagiellońska – Aleja Bohaterów Warszawy – Mickiewicza – Żołnierska – Sosabowskiego – Szafera – Osiedle Zawadzkiego |

Przystanki
| Przystanek            | Osiedle                     | Przesiadki          |
| --------------------- | --------------------------- | ------------------- |
| Stocznia Szczecińska  | Drzetowo-Grabowo            | 6, 11               |
| Antosiewicza1         | Drzetowo-Grabowo            | 6, 11               |
| Dubois                | Drzetowo-Grabowo            | 6, 11               |
| Parkowa               | Stare Miasto                | 11                  |
| Matejki               | Stare Miasto                | 11                  |
| Plac Rodła            | Centrum                     | 1, 2, 3, 10, 11, 12 |
| Plac Grunwaldzki      | Centrum                     | 1, 11, 12           |
| Plac Szarych Szeregów | Śródmieście-Zachód, Centrum | 1, 11, 12           |
| Piastów               | Turzyn, Śródmieście-Zachód  | 11, 12              |
| Bohaterów Warszawy    | Turzyn                      | 7, 9                |
| Wawrzyniaka           | Turzyn                      | 7, 9                |
| Karłowicza            | Pogodno                     | 7                   |
| Poniatowskiego        | Pogodno                     | 7                   |
| Konopnickiej          | Pogodno                     | 7                   |
| Brzozowskiego         | Pogodno                     | 7                   |
| Wernyhory             | Pogodno                     | 7                   |
| Żołnierska            | Pogodno                     | 7                   |
| Krzekowo              | Zawadzkiego-Klonowica       | 7                   |
| Modra                 | Zawadzkiego-Klonowica       | 7                   |
| Osiedle Zawadzkiego   | Zawadzkiego-Klonowica       | 1, 3, 7             |

D1 – tylko w kierunku Stoczni Szczecińskiej
A

### Linia nr 6
Linia nr 6 kursuje na trasie Pomorzany – Gocław.
Trasa
| Kierunek: Gocław | Kierunek: Pomorzany |
| --- | --- |
| Pomorzany – Smolańska – Chmielewskiego – Kolumba – Nabrzeże Wieleckie – Jana z Kolna – Łady – Dubois – Antosiewicza – Nocznickiego – Stalmacha – Druckiego-Lubeckiego – Dębogórska – Wiszesława – Światowida – Lipowa – Gocław | Gocław – Lipowa – Światowida – Strzałowska – Wiszesława – Dębogórska – Ludowa – Druckiego-Lubeckiego – Stalmacha – Nocznickiego – Firlika – Łady – Jana Z Kolna – Nabrzeże Wieleckie – Kolumba – Chmielewskiego – Smolańska – Pomorzany |

Przystanki
|                       | Przystanek                | Osiedle         | Przesiadki |
| --------------------- | ------------------------- | --------------- | ---------- |
|                       | Gocław                    | Golęcino-Gocław |            |
| Lipowa                | Golęcino-Gocław           |                 |            |
| Światowida            | Golęcino-Gocław           |                 |            |
| Strzałowska           | Golęcino-Gocław           |                 |            |
| Zajezdnia Golęcin     | Golęcino-Gocław           |                 |            |
| Robotnicza            | Żelechowa                 |                 |            |
| Ludowa                | Drzetowo-Grabowo          | 11              |            |
| Dobromiry             | Drzetowo-Grabowo          | 11              |            |
| Lubeckiego            | Drzetowo-Grabowo          | 11              |            |
| Antosiewicza2         | Drzetowo-Grabowo          | 5, 11           |            |
| Stocznia Szczecińska1 | Drzetowo-Grabowo          | 5, 11           |            |
| Dubois                | Drzetowo-Grabowo          | 5, 11           |            |
| Dworzec Morski        | Drzetowo-Grabowo          |                 |            |
| Wały Chrobrego        | Stare Miasto              |                 |            |
| Bulwar Piastowski nż  | Stare Miasto              |                 |            |
| Wyszyńskiego          | Stare Miasto              | 2, 7, 8         |            |
| Dworcowa              | Stare Miasto, Nowe Miasto |                 |            |
| Dworzec Główny        | Nowe Miasto               | 3               |            |
| Kolumba               | Nowe Miasto               | 3               |            |
| Nadodrzańska          | Nowe Miasto               | 3               |            |
| Tama Pomorzańska      | Pomorzany                 | 3               |            |
| Św. Józefa            | Pomorzany                 | 3               |            |
| Smolańska             | Pomorzany                 | 3               |            |
| Pomorzany             | Pomorzany                 | 3, 4, 11, 12    |            |

1 – tylko w kierunku Pomorzan
2 – tylko w kierunku Gocławia

### Linia nr 7
Linia nr 7 kursuje między pętlami Krzekowo – Turkusowa.
Trasa
| Kierunek: Turkusowa | Kierunek: Krzekowo |
| --- | --- |
| Krzekowo – Żołnierska – Mickiewicza – Bohaterów Warszawy – Krzywoustego – Plac Zwycięstwa – Wyszyńskiego – Energetyków – Gdańska – Eskadrowa – Hangarowa – Jaśminowa – Turkusowa | Turkusowa – Jaśminowa – Hangarowa – Eskadrowa – Basen Górniczy – Gdańska – Energetyków – Wyszyńskiego – Plac Zwycięstwa – Krzywoustego – Bohaterów Warszawy – Mickiewicza – Żołnierska – Krzekowo |

Przystanki
|                    | Przystanek                 | Osiedle             | Przesiadki |
| ------------------ | -------------------------- | ------------------- | ---------- |
|                    | Krzekowo                   | Pogodno             | 4, 5       |
| Żołnierska         | Pogodno                    | 4, 5                |            |
| Wernyhory          | Pogodno                    | 4, 5                |            |
| Brzozowskiego      | Pogodno                    | 4, 5                |            |
| Konopnickiej       | Pogodno                    | 4, 5                |            |
| Poniatowskiego     | Pogodno                    | 4, 5                |            |
| Karłowicza         | Pogodno                    | 4, 5                |            |
| Wawrzyniaka        | Turzyn                     | 4, 5, 9             |            |
| Bohaterów Warszawy | Turzyn                     | 4, 5, 9             |            |
| Turzyn             | Turzyn                     | 9                   |            |
| Plac Kościuszki    | Turzyn, Śródmieście-Zachód | 4, 8, 9, 10, 11, 12 |            |
| Brama Portowa      | Stare Miasto               | 1, 2, 3, 8, 9, 10   |            |
| Wyszyńskiego       | Stare Miasto               | 2, 6, 8             |            |
| Energetyków        | Międzyodrze-Wyspa Pucka    | 2, 8                |            |
| Port Centralny nż  | Międzyodrze-Wyspa Pucka    | 2, 8                |            |
| Parnica nż         | Międzyodrze-Wyspa Pucka    | 2, 8                |            |
| Merkatora nż       | Międzyodrze-Wyspa Pucka    | 2, 8                |            |
| Basen Górniczy     | Międzyodrze-Wyspa Pucka    | 2, 8                |            |
| Hangarowa nż       | Dąbie                      | 2, 8                |            |
| Jaśminowa ZUS      | Zdroje                     | 2, 8                |            |
| Turkusowa          | Zdroje                     | 2, 8                |            |

### Linia nr 8
Linia tramwajowa nr 8 kursuje między pętlą „Gumieńce” a pętlą „Turkusowa”.
Trasa
| Kierunek: Turkusowa | Kierunek: Gumieńce |
| --- | --- |
| Gumieńce – Kwiatowa – Ku Słońcu – Sikorskiego – Krzywoustego – Plac Zwycięstwa – Wyszyńskiego – Energetyków – Gdańska – Eskadrowa – Hangarowa – Jaśminowa – Turkusowa | Turkusowa – Jaśminowa – Hangarowa – Eskadrowa – Gdańska – Energetyków – Wyszyńskiego – Plac Zwycięstwa – Krzywoustego – Sikorskiego – Ku Słońcu – Okulickiego – Kwiatowa – Gumieńce |

Przystanki
|                     | Przystanek                 | Osiedle             | Przesiadki |
| ------------------- | -------------------------- | ------------------- | ---------- |
|                     | Gumieńce                   | Gumieńce            | 10         |
| Kręta²              | Gumieńce                   | 10                  |            |
| Kwiatowa1           | Gumieńce                   | 10                  |            |
| Ku Słońcu           | Świerczewo                 | 10                  |            |
| Szkoła Salezjańska  | Świerczewo                 | 10                  |            |
| Karola Miarki       | Świerczewo                 | 10                  |            |
| Cmentarz Centralny  | Świerczewo                 | 10                  |            |
| Osiedle Akademickie | Turzyn                     | 10                  |            |
| Sikorskiego         | Turzyn                     | 10                  |            |
| Plac Kościuszki     | Turzyn, Śródmieście-Zachód | 4, 7, 9, 10, 11, 12 |            |
| Brama Portowa       | Stare Miasto               | 1, 2, 3, 7, 9, 10   |            |
| Wyszyńskiego        | Stare Miasto               | 2, 6, 7             |            |
| Energetyków         | Międzyodrze-Wyspa Pucka    | 2, 7                |            |
| Port Centralny nż   | Międzyodrze-Wyspa Pucka    | 2, 7                |            |
| Parnica nż          | Międzyodrze-Wyspa Pucka    | 2, 7                |            |
| Merkatora nż        | Międzyodrze-Wyspa Pucka    | 2, 7                |            |
| Basen Górniczy      | Międzyodrze-Wyspa Pucka    | 2, 7                |            |
| Hangarowa nż        | Dąbie                      | 2, 7                |            |
| Jaśminowa ZUS       | Zdroje                     | 2, 7                |            |
| Turkusowa           | Zdroje                     | 2, 7                |            |

1 – tylko w kierunku Turkusowej
2 – tylko w kierunku Gumieniec

### Linia nr 9
Trasa
| Kierunek: Potulicka | Kierunek: Głębokie |
| --- | --- |
| Głębokie – Wojska Polskiego – Wawrzyniaka – Bohaterów Warszawy – Krzywoustego – Plac Zwycięstwa – Niepodległości – 3 Maja – Narutowicza – Potulicka – Potulicka | Potulicka – Potulicka – Narutowicza – 3 Maja – Niepodległości – Plac Zwycięstwa – Krzywoustego – Bohaterów Warszawy – Wawrzyniaka – Wojska Polskiego – Głębokie |

Przystanki
|                    | Przystanek                 | Osiedle             | Przesiadki |
| ------------------ | -------------------------- | ------------------- | ---------- |
|                    | Głębokie                   | Głębokie-Pilchowo   |            |
| Kasyno nż          | Głębokie-Pilchowo          |                     |            |
| Goplana nż         | Głębokie-Pilchowo          |                     |            |
| Tor kolarski nż    | Zawadzkiego-Klonowica      |                     |            |
| Rondo Olszewskiego | Zawadzkiego-Klonowica      | 1                   |            |
| Zajezdnia Pogodno  | Pogodno                    | 1                   |            |
| Unii Lubelskiej    | Pogodno                    | 1                   |            |
| Skłodowskiej       | Pogodno                    | 1                   |            |
| Bogumiły           | Łękno                      | 1                   |            |
| Plac Gałczyńskiego | Łękno                      |                     |            |
| Wawrzyniaka        | Turzyn                     | 4, 5, 7             |            |
| Bohaterów Warszawy | Turzyn                     | 4, 5, 7             |            |
| Turzyn             | Turzyn                     | 4, 7                |            |
| Plac Kościuszki    | Turzyn, Śródmieście-Zachód | 1, 4, 8, 10, 11, 12 |            |
| Brama Portowa      | Centrum                    | 1, 2, 3, 7, 8, 10   |            |
| Plac Zawiszy       | Nowe Miasto                | 1                   |            |
| Sowińskiego        | Nowe Miasto                | 1                   |            |
| Potulicka          | Nowe Miasto                | 1                   |            |

### Linia nr 10
Początki linii nr 10 sięgają 1967, gdy nastała potrzeba zapewnienia przewozu stoczniowców na trasie Stocznia Remontowa – Wawrzyniaka. W grudniu 1973 zlikwidowano torowiska na ulicy Obrońców Stalingradu i Wojska Polskiego, w związku z tym zmieniono przebieg linii; była od tamtego momentu na trasie Stocznia Remontowa-Potulicka. Po dwóch latach linię 10 przedłużono do pętli Gocław, dokąd kursowała aż do czasu likwidacji. W 1991 z powodu małej frekwencji zawieszono linię 10, a ostatecznie zlikwidowano w 1992.
Linia nr 10 została reaktywowana po 20 latach, 3 września 2012. Część brygad obsługiwana jest przez tabor niskopodłogowy.
Od 29 czerwca 2024 roku linia tramwajowa nr 10 kursuje na wydłużonej trasie. W godzinach szczytu tramwaje linii 10 jeżdżą do pętli Głębokie. Całkowity czas przejazdu na tej trasie wynosi 41 minut.
Trasa
| Kierunek: Gumieńce | Kierunek: Głębokie |
| --- | --- |
| Głębokie – Wojska Polskiego –Miedzyparkowa – Las Arkoński – Arkońska – Niemierzyńska – Krasińskiego – Rondo Giedroycia – Wyzwolenia – Niepodległości – Brama Portowa – Krzywoustego – Plac Kościuszki – Sikorskiego – Ku Słońcu – Gumieńce | Gumieńce – Kwiatowa – Okulickiego – Ku Słońcu – Sikorskiego – Plac Kościuszki – Krzywoustego – Brama Portowa – Niepodległości – Wyzwolenia – Krasińskiego – Niemierzyńska – Arkońska – Las Arkoński – Miedzyparkowa – Wojska Polskiego – Głębokie. |

Przystanki
|                          | Przystanek                 | Osiedle            | Przesiadki |
| ------------------------ | -------------------------- | ------------------ | ---------- |
|                          | Gumieńce                   | Gumieńce           | 8          |
| Kręta²                   | Gumieńce                   | 8                  |            |
| Kwiatowa1                | Gumieńce                   | 8                  |            |
| Ku Słońcu                | Świerczewo                 | 8                  |            |
| Szkoła Salezjańska       | Świerczewo                 | 8                  |            |
| Karola Miarki            | Świerczewo                 | 8                  |            |
| Cmentarz Centralny       | Świerczewo                 | 8                  |            |
| Osiedle Akademickie      | Turzyn                     | 8                  |            |
| Sikorskiego              | Turzyn                     | 8                  |            |
| Plac Kościuszki          | Turzyn, Śródmieście-Zachód | 4, 7, 8, 9, 11, 12 |            |
| Brama Portowa            | Stare Miasto               | 1, 2, 3, 7, 8, 9   |            |
| Plac Żołnierza Polskiego | Stare Miasto               | 1, 2, 3            |            |
| Plac Rodła               | Centrum                    | 1, 2, 3, 5, 11, 12 |            |
| Rayskiego                | Śródmieście-Północ         | 2, 3, 12           |            |
| Odzieżowa                | Śródmieście-Północ         | 2, 3, 12           |            |
| Kołłątaja                | Niebuszewo-Bolinko         | 2, 3, 12           |            |
| Krasińskiego             | Niebuszewo-Bolinko         | 3                  |            |
| Muzeum Techniki          | Niebuszewo-Bolinko         | 3                  |            |
| Niemierzyńska Technopark | Niebuszewo-Bolinko         | 3                  |            |
| Wszystkich Świętych      | Arkońskie-Niemierzyn       | 3                  |            |
| Arkońska Szpital         | Arkońskie-Niemierzyn       | 3                  |            |
| Tatrzańska1              | Arkońskie-Niemierzyn       | 3                  |            |
| Wojciechowskiego         | Arkońskie-Niemierzyn       | 3                  |            |
| Las Arkoński             | Arkońskie-Niemierzyn       | 3                  |            |
| Stadion "Arkonia" nż     | Arkońskie-Niemierzyn       | 3                  |            |
| Międzyparkowa nż         | Arkońskie-Niemierzyn       | 3                  |            |
| Rondo Olszewskiego       | Zawadzkiego-Klonowica      | 1, 3, 9            |            |
| Tor kolarski nż          | Zawadzkiego-Klonowica      | 9                  |            |
| Goplana nż               | Głębokie-Pilchowo          | 9                  |            |
| Kasyno nż                | Głębokie-Pilchowo          | 9                  |            |
| Głębokie                 | Głębokie-Pilchowo          | 9                  |            |

1 – tylko w kierunku Lasu Arkońskiego
2 – tylko w kierunku Głębokiego

### Linia nr 11

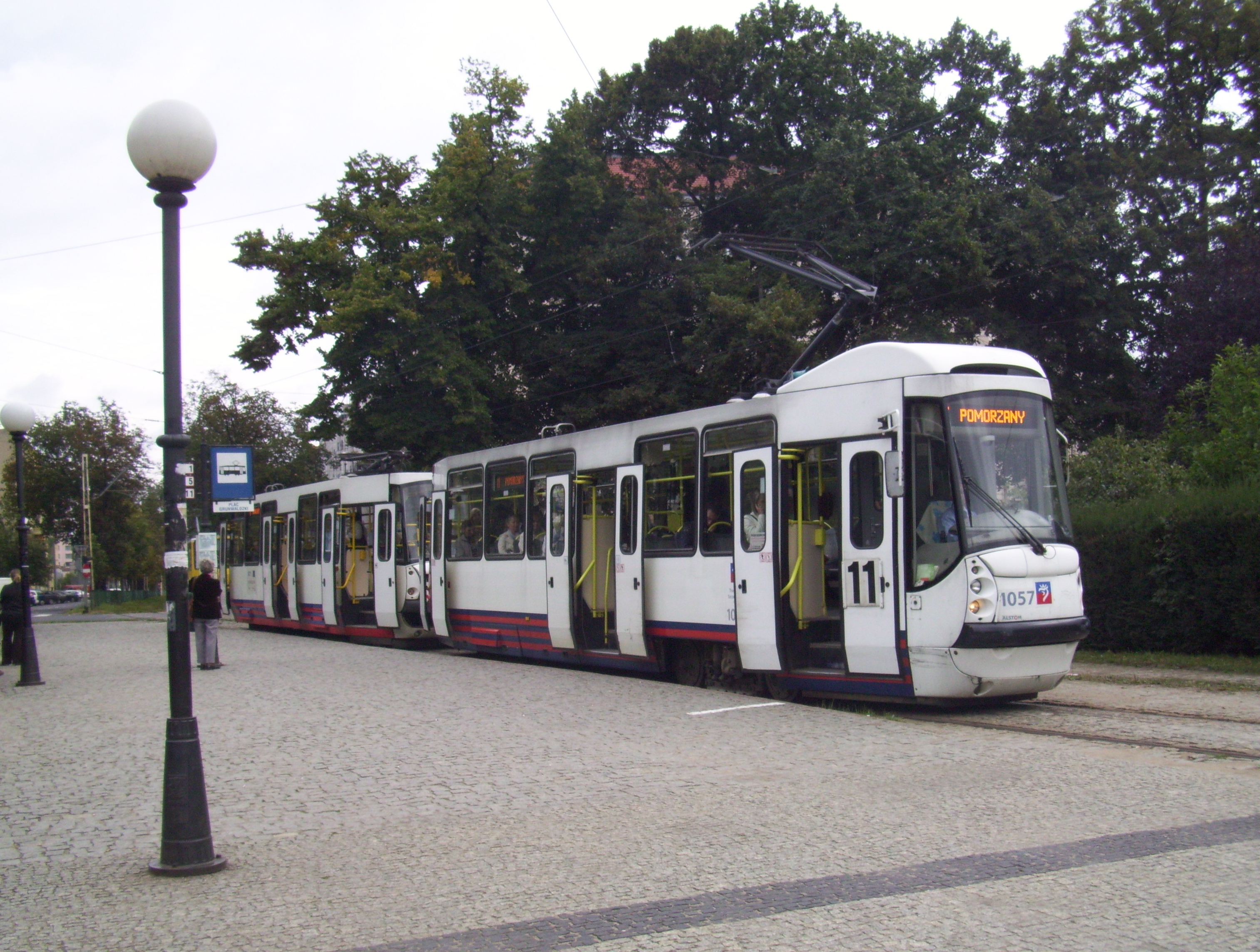
Linia 11 na placu Grunwaldzkim

15 grudnia 1974 została uruchomiona linia 11 kursująca na trasie Stocznia Remontowa – Pomorzany. Trasa „jedenastki” nie zmieniła się od jej powstania, aż do dziś.
Nazwa pętli „Stocznia Remontowa” na „Ludowa” została zmieniona w 1990.
Dwa lata później rozpoczął się remont torów na ulicy Piłsudskiego od Placu Rodła do Placu Sprzymierzonych. W tym czasie linia 11 kursowała na trasie: Ludowa – Lubeckiego – Stalmacha – Stocznia Szczecińska – Firlika – Dubois – Parkowa – Malczewskiego – Matejki – Piłsudskiego – Plac Rodła – Wyzwolenia – Niepodległości – Maja – Narutowicza – Potulicka. Remont wymusił zmianę trasy na dwa miesiące od 26 czerwca do 31 sierpnia.
Od 1 lipca do 19 sierpnia 2002 linia 11 została skrócona do przystanku „Piastów” z powodu remontu wiaduktu na al. Powstańców Wielkopolskich. Jej trasa przebiegała następująco: Ludowa – Plac Sprzymierzonych – Piastów – Jagiellońska – Bohaterów Warszawy – Wawrzyniaka – Wojska Polskiego – Plac Sprzymierzonych i dalej do Ludowej.
Z powodu budowy Ronda Szyrockiego od 26 czerwca do 31 lipca 2004 tramwaje linii 11 kursowały tylko do przystanku „Piastów”, a dalej trasą jak dwa lata wcześniej.
12 kwietnia 2007 z powodu remontu wiaduktu na ul. Druckiego-Lubeckiego ulica Ludowa stała się dwukierunkowa, wymusiło to zamknięcie pętli „Ludowa” dla ruchu tramwajowego. Do 30 lipca 2007 linia 11 kursowała na trasie Zajezdnia Golęcin – Pomorzany. W tym okresie na w/w linii pojawiały się wagony przegubowe GT6 oraz solowe 105N i pochodne, ponieważ tylko one mogły trójkątować przed zajezdnią Golęcin. Na ten okres została uruchomiona wspomagająca linia 11 bis, która wykonywała kursy na trasie Stocznia Szczecińska – Pomorzany.
16 października 2009 linię 11 skierowano do pętli „Potulicka” i od placu Rodła kursowała tam następującą trasą: aleja Niepodległości – aleja 3 maja – ulica Narutowicza – ulica Potulicka – Potulicka. Taki stan rzeczy trwał do 19 października 2009, gdyż dzień później tramwaje linii 11 wróciły na swoją trasę. Związane to było z remontem torowiska na placu Kościuszki.
W czasie uruchomienia linii w szczecińskich zajezdniach dominowały wagony Konstal N i pochodne, które były kierowane również do obsługi „jedenastki”. W 1996 po sprowadzeniu używanych wagonów GT6 z Niemiec „eNki” zostały zastąpione przez „helmuty”. W następnych latach na linię 11 zaczęto wysyłać wagony 105N i pochodne oraz wagony przegubowe 102Na do czasu zakończenia eksploatacji Zajezdni Niemierzyn. Obecnie linia jest obsługiwana przez składy wagonów 105N i pochodnych oraz przez wozy T6A2D, które zostały sprowadzone z Berlina w 2008. Do 2007 na linii w godzinach szczytu kursowało aż 13 „pociągów”. Do 1 października 2004 linię obsługiwała również Zajezdnia Niemierzyn.
Obecnie linia 11 jest obsługiwana w całości przez 7 brygad z zajezdni Golęcin.
Trasa
| Kierunek: Pomorzany | Kierunek: Ludowa |
| --- | --- |
| Ludowa – Druckiego-Lubeckiego – Stalmacha – Nocznickiego – Firlika – Dubois – Parkowa – Malczewskiego – Matejki – Piłsudskiego – aleja Piastów – aleja Powstańców Wielkopolskich – Budziszyńska | Budziszyńska – aleja Powstańców Wielkopolskich – aleja Piastów – Piłsudskiego – Matejki – Malczewskiego – Parkowa – Dubois – Firlika – Antosiewicza – Nocznickiego – Stalmacha – Druckiego-Lubeckiego – Ludowa |

Przystanki
|                        | Przystanek                 | Osiedle            | Przesiadki  |
| ---------------------- | -------------------------- | ------------------ | ----------- |
|                        | Pomorzany                  | Pomorzany          | 3, 4, 6, 12 |
| Frysztacka             | Pomorzany                  | 4, 12              |             |
| Szpitalna              | Pomorzany                  | 4, 12              |             |
| Starkiewicza           | Pomorzany                  | 4, 12              |             |
| Plac Szyrockiego       | Pomorzany                  | 4, 12              |             |
| Szwoleżerów            | Nowe Miasto                | 4, 12              |             |
| Narutowicza            | Śródmieście-Zachód         | 4, 12              |             |
| Plac Kościuszki        | Turzyn, Śródmieście-Zachód | 4, 7, 8, 9, 10, 12 |             |
| Piastów                | Turzyn, Śródmieście-Zachód | 4, 5, 12           |             |
| Plac Szarych Szeregów  | Centrum                    | 1, 5, 12           |             |
| Plac Grunwaldzki       | Centrum                    | 1, 5, 12           |             |
| Plac Rodła             | Centrum                    | 1, 2, 3, 5, 10, 12 |             |
| Matejki                | Centrum                    | 5                  |             |
| Parkowa                | Drzetowo-Grabowo           | 5                  |             |
| Dubois                 | Drzetowo-Grabowo           | 5, 6               |             |
| Antosiewicza1          | Drzetowo-Grabowo           | 5, 6               |             |
| Stocznia Szczecińska²  | Drzetowo-Grabowo           | 5, 6               |             |
| Lubeckiego             | Drzetowo-Grabowo           | 6                  |             |
| Dobromiry              | Drzetowo-Grabowo           | 6                  |             |
| Stocznia Remontowa nż1 | Drzetowo-Grabowo           | 6                  |             |
| Ludowa                 | Drzetowo-Grabowo           | 6                  |             |

1 – tylko w kierunku Ludowej
2 – tylko w kierunku Pomorzan

### Linia nr 12
Linia tramwajowa nr 12 została uruchomiona w 1985 roku. Jej początkowa trasa miała następujący przebieg:
- Pomorzany – al. Powstańców Wielkopolskich – al. Piastów – Plac Szarych Szeregów (Plac Lenina) – al. Wojska Polskiego – Głębokie

W 1988 roku trasa linii uległa modyfikacji – stację końcową przeniesiono z Głębokiego na pętlę przy dworcu Niebuszewo.
- Dworzec Niebuszewo – ul. Asnyka – ul. Kołłątaja – al. Wyzwolenia – Plac Rodła – ul. Buczka (ul. Piłsudskiego) – Plac Lenina (Plac Szarych Szeregów) – al. Piastów – al. Powstańców Wielkopolskich – Pomorzany

W okresie od czerwca do września 1992 roku, linia tramwajowa nr 12, ze względu na remont torowiska na al. Piłsudskiego, kursowała na zmodyfikowanej trasie. Po zakończeniu prac remontowych przywrócono poprzedni przebieg.
- Dworzec Niebuszewo – ul. Asnyka – ul. Kołłątaja – al. Wyzwolenia – al. Niepodległości – al. 3 Maja – ul. Narutowicza – ul. Potulicka – Potulicka

W czerwcu 2001 roku, trasa linii nr 12 została zmieniona z powodu budowy Ronda Giedroycia.
- Wawrzyniaka – ul. Wawrzyniaka – al. Wojska Polskiego – Plac Szarych Szeregów (Plac Sprzymierzonych) – al. Piastów (w drugą stronę: ul. Jagiellońska – al. Bohaterów Warszawy) – al. Piastów – al. Powstańców Wielkopolskich – Pomorzany

W okresie od sierpnia do października 2001, linia nr 12 kursowała na trasie:
- Pomorzany – al. Powstańców Wielkopolskich – al. Piastów – Plac Szarych Szeregów (Plac Sprzymierzonych) – ul. Piłsudskiego – ul. Matejki – Plac Zołnierza Polskiego – al. Niepodległości – ul. Wyszyńskiego – Nabrzeże Wieleckie – Dworcowa

Od lipca do sierpnia 2002 trasa linii nr 12 wyglądała następująco:
Linia 12: Dworzec Niebuszewo – ul. Asnyka – ul. Kołłątaja – al. Wyzwolenia – Plac Rodła – ul. Piłsudskiego – Plac Szarych Szeregów (Plac Sprzymierzonych) – al. Piastów – Piastów (z powrotem: ul. Jagiellońska – al. Bohaterów Warszawy – ul. Wawrzyniaka – al. Wojska Polskiego – Plac Szarych Szeregów (Plac Sprzymierzonych))
Modyfikacja przebiegu była wymuszona przez remont wiaduktu nad linią kolejową na alei Powstańców Wielkopolskich.
Latem roku 2004, z powodu budowy placu Jana Szyrockiego, linia nr 12 jeździła na trasie
- Dworzec Niebuszewo – ul. Asnyka – ul. Kołłątaja – al. Wyzwolenia – Plac Rodła – ul. Piłsudskiego – Plac Szarych Szeregów (Plac Sprzymierzonych) – al. Piastów – Piastów (z powrotem: ul. Jagiellońska – al. Bohaterów Warszawy – ul. Wawrzyniaka – al. Wojska Polskiego – Plac Szarych Szereów (Plac Sprzymierzonych))

Od stycznia do kwietnia 2014, ze względu na remont torowiska na alei Piastów, linia nr 12 miała trasę:
- Dworzec Niebuszewo – ul. Asnyka – ul. Kołłątaja – al. Wyzwolenia – Plac Rodła – ul. Piłsudskiego – Plac Szarych Szeregów – al. Wojska Polskiego – ul. Wawrzyniaka – Plac Gałczyńskiego – ul. Wawrzyniaka – ul. Mickiewicza – al. Bohaterów Warszawy – ul. Krzywoustego – al. Niepodłegłości – al. Wyzwolenia – ul. Kołłątaja – ul. Asnyka – Dworzec Niebuszewo

Obecnie, poza okresami remontów torowisk, linia nr 12 kursuje na stałej trasie:
- * Dworzec Niebuszewo – ul. Asnyka – ul. Kołłątaja – al. Wyzwolenia – Plac Rodła – ul. Piłsudskiego – Plac Szarych Szeregów – al. Piastów – al. Powstańców Wielkopolskich – Pomorzany

Przystanki
|                       | Przystanek                 | Osiedle            | Przesiadki  |
| --------------------- | -------------------------- | ------------------ | ----------- |
|                       | Pomorzany                  | Pomorzany          | 3, 4, 6, 11 |
| Frysztacka            | Pomorzany                  | 4, 11              |             |
| Szpitalna             | Pomorzany                  | 4, 11              |             |
| Starkiewicza          | Pomorzany                  | 4, 11              |             |
| Plac Szyrockiego      | Pomorzany                  | 4, 11              |             |
| Szwoleżerów           | Nowe Miasto                | 4, 11              |             |
| Narutowicza           | Śródmieście-Zachód         | 4, 11              |             |
| Plac Kościuszki       | Turzyn, Śródmieście-Zachód | 4, 7, 8, 9, 10, 11 |             |
| Piastów               | Turzyn, Śródmieście-Zachód | 4, 5, 11           |             |
| Plac Szarych Szeregów | Centrum                    | 1, 5, 11           |             |
| Plac Grunwaldzki      | Centrum                    | 1 5 11             |             |
| Plac Rodła            | Centrum                    | 1, 2, 3, 5, 10, 11 |             |
| Rayskiego             | Śródmieście-Północ         | 2, 3, 10           |             |
| Odzieżowa             | Śródmieście-Północ         | 2, 3, 10           |             |
| Kołłątaja             | Niebuszewo-Bolinko         | 2, 3, 10           |             |
| Niemcewicza           | Niebuszewo-Bolinko         | 2                  |             |
| Boguchwały1           | Niebuszewo-Bolinko         | 2                  |             |
| Dworzec Niebuszewo    | Niebuszewo-Bolinko         | 2                  |             |

1 – tylko w stronę Pomorzan

## Linie specjalne

### Linia nr 14
Kursuje tylko w okresie wzmożonego ruchu w kierunku Cmentarza Centralnego (Wszystkich Świętych).
Przystanki
|                          | Przystanek                 | Osiedle                | Przesiadki |
| ------------------------ | -------------------------- | ---------------------- | ---------- |
|                          | Gumieńce                   | Gumieńce               | 8, 10      |
| Kręta²                   | Gumieńce                   | 8, 10                  |            |
| Kwiatowa1                | Gumieńce                   | 8, 10                  |            |
| Ku Słońcu                | Świerczewo                 | 8, 10                  |            |
| Szkoła Salezjańska       | Świerczewo                 | 8, 10                  |            |
| Karola Miarki            | Świerczewo                 | 8, 10                  |            |
| Cmentarz Centralny       | Świerczewo                 | 8, 10                  |            |
| Osiedle Akademickie      | Turzyn                     | 8, 10                  |            |
| Sikorskiego              | Turzyn                     | 8, 10                  |            |
| Plac Kościuszki          | Turzyn, Śródmieście-Zachód | 4, 7, 8, 9, 10, 11, 12 |            |
| Brama Portowa            | Stare Miasto               | 1, 2, 3, 7, 8, 9, 10   |            |
| Plac Żołnierza Polskiego | Stare Miasto               | 1, 2, 3, 10            |            |
| Plac Rodła1              | Centrum                    | 1, 2, 3, 5, 10, 11, 12 |            |
| Filharmonia              | Stare Miasto               | 1                      |            |

1 – tylko w kierunku Filharmonii
2 – tylko w kierunku Gumieniec

### Linia nr 15
Kursuje tylko w okresie wzmożonego ruchu w kierunku Cmentarza Centralnego (Wszystkich Świętych).
Przystanki
|                          | Przystanek                 | Osiedle                | Przesiadki |
| ------------------------ | -------------------------- | ---------------------- | ---------- |
|                          | Gumieńce                   | Gumieńce               | 8, 10      |
| Kręta²                   | Gumieńce                   | 8, 10                  |            |
| Kwiatowa1                | Gumieńce                   | 8, 10                  |            |
| Ku Słońcu                | Świerczewo                 | 8, 10                  |            |
| Szkoła Salezjańska       | Świerczewo                 | 8, 10                  |            |
| Karola Miarki            | Świerczewo                 | 8, 10                  |            |
| Cmentarz Centralny       | Świerczewo                 | 8, 10                  |            |
| Osiedle Akademickie      | Turzyn                     | 8, 10                  |            |
| Sikorskiego              | Turzyn                     | 8, 10                  |            |
| Plac Kościuszki          | Turzyn, Śródmieście-Zachód | 4, 7, 8, 9, 10, 11, 12 |            |
| Brama Portowa            | Stare Miasto               | 1, 2, 3, 7, 8, 9, 10   |            |
| Plac Żołnierza Polskiego | Stare Miasto               | 1, 2, 3, 10            |            |
| Plac Rodła               | Centrum                    | 1, 2, 3, 5, 10, 11, 12 |            |
| Rayskiego                | Śródmieście-Północ         | 2, 3, 10, 12           |            |
| Odzieżowa                | Śródmieście-Północ         | 2, 3, 10, 12           |            |
| Kołłątaja                | Niebuszewo-Bolinko         | 2, 3, 10, 12           |            |
| Niemcewicza              | Niebuszewo-Bolinko         | 2, 12                  |            |
| Boguchwały²              | Niebuszewo-Bolinko         | 2, 12                  |            |
| Dworzec Niebuszewo       | Niebuszewo-Bolinko         | 2, 12                  |            |

1 – tylko w kierunku Dworca Niebuszewo
2 – tylko w kierunku Gumieniec

### Linia nr 16
Kursuje tylko w czasie zabaw lub imprez na Wałach Chrobrego (zamiast linii nr 6).
Przystanki
|                          | Przystanek                | Osiedle              | Przesiadki |
| ------------------------ | ------------------------- | -------------------- | ---------- |
|                          | Gocław                    | Golęcino-Gocław      |            |
| Lipowa                   | Golęcino-Gocław           |                      |            |
| Światowida               | Golęcino-Gocław           |                      |            |
| Strzałowska              | Golęcino-Gocław           |                      |            |
| Zajezdnia Golęcin        | Golęcino-Gocław           |                      |            |
| Robotnicza               | Żelechowa                 |                      |            |
| Ludowa                   | Drzetowo-Grabowo          | 11                   |            |
| Dobromiry                | Drzetowo-Grabowo          | 11                   |            |
| Lubeckiego               | Drzetowo-Grabowo          | 11                   |            |
| Antosiewicza1            | Drzetowo-Grabowo          | 5, 11                |            |
| Stocznia Szczecińska²    | Drzetowo-Grabowo          | 5, 11                |            |
| Dubois                   | Drzetowo-Grabowo          | 5, 11                |            |
| Parkowa                  | Drzetowo-Grabowo          | 5, 11                |            |
| Matejki                  | Centrum                   | 5, 11                |            |
| Filharmonia              | Stare Miasto              | 1                    |            |
| Plac Żołnierza Polskiego | Stare Miasto              | 1, 2, 3, 10          |            |
| Brama Portowa            | Centrum, Nowe Miasto      | 1, 2, 3, 7, 8, 9, 10 |            |
| Wyszyńskiego             | Stare Miasto              | 2, 7, 8              |            |
| Dworcowa                 | Stare Miasto, Nowe Miasto |                      |            |
| Dworzec Główny           | Nowe Miasto               | 3                    |            |
| Kolumba                  | Nowe Miasto               | 3                    |            |
| Nadoodrzańska            | Nowe Miasto               | 3                    |            |
| Tama Pomorzańska         | Pomorzany                 | 3                    |            |
| Św. Józefa               | Pomorzany                 | 3                    |            |
| Smolańska                | Pomorzany                 | 3                    |            |
| Pomorzany                | Pomorzany                 | 3, 4, 11, 12         |            |

1 – tylko w kierunku Gocławia
2 – tylko w kierunku Pomorzan

## Linie zlikwidowane

### Linia nr 6BIS
Linia tramwajowa 6BIS została uruchomiona 28 czerwca 1999 roku, w związku ze spadającymi potokami pasażerskimi w północnych dzielnicach Szczecina spowodowanymi między innymi upadkiem Stoczni Jachtowej imienia Leonarda Teligi. Linia powstała w wyniku wydzielenia brygad szczytowych z linii 6. Linia ta kursowała tylko w dni powszednie w godzinach szczytu na trasie Pomorzany – Ludowa. W 2001 roku zadecydowano o zawieszaniu linii 6BIS na okres wakacji letnich z powodów oszczędnościowych. Linia ta była zawieszana na okres wakacji letnich kolejno w latach 2001–2006, z wyjątkiem 2002 roku. W dniu 7 marca 2002 roku w wyniku kryzysu w Stoczni linia została zawieszona na okres miesiąca, zaś w kwietniu 2002 powraca w okrojonym formacie (6 kursów porannych w godzinach 5-6, zamiast 15 kursów oraz 10 kursów popołudniowych w godzinach 14-15, zamiast dotychczasowych 15 kursów). Cięcia te były spowodowane zbyt małymi nakładami na komunikację miejską, oraz ograniczonym budżetem ZDiTM. Dnia 12 kwietnia 2007 roku linia 6BIS zostaje zawieszona w związku z zamknięciem ruchu tramwajowego na ulicy Ludowej z powodu przemianowania na ruch dwukierunkowy, w zamian kursy linii 6BIS zostały włączone do linii 6. Dnia 1 października 2007 rokunastąpiła poważniejsza zmiana rozkładu jazdy – wydłużono kursowanie linii 6BIS w godzinach porannych (5-8 zamiast 5-6) i popołudniowych (14-17 zamiast 14-15), oraz zwiększono liczbę brygad o szóstą brygadę (dotychczas było pięć). Linia 6BIS została zawieszona 14 kwietnia 2008 roku z powodu braku motorniczych. Linia ta ostatecznie została zlikwidowana w 2009 roku w związku z upadkiem Stoczni Szczecińskiej Nowa. Jej reaktywacja nastąpiła z dniem 1 sierpnia 2016 roku na trasie Ludowa – Gocław, w związku z remontem krzyżownic na ulicy Stalmacha. Druga odsłona tej linii została zlikwidowana w dniu 4 sierpnia 2016 roku w związku z brakiem bezpieczeństwa pasażerów podczas wysiadania na pętli Ludowa. W zamian wydłużono linię autobusową 806 do pętli Gocław, która została zlikwidowana w dniu 19 sierpnia 2016 roku.

### Linia nr 7BIS
Linia tramwajowa 7BIS została uruchomiona z dniem 1 października 2007 roku w wyniku reformy linii tramwajowych spowodowanej między innymi niedoborem motorniczych, przebudową torowiska na ulicy Bohaterów Warszawy i wynikami badań pasażerskich. Wówczas linia 7 została zdegradowana do roli linii kursującej wyłącznie w dni powszednie w godzinach szczytu, zaś linia 7BIS kursująca na trasie Krzekowo – Dworcowa stała się linią całodzienną. Do obsługi kierowano składy rodziny 105N i pochodnych, zaś w niedziele i święta pojedyncze wagony Tatra KT4Dt. Z dniem 1 listopada 2007 roku nastąpiła jedyna zmiana trasy. Linię 7BIS skierowano na pętlę Potulicka, w związku z zatłoczeniem pętli Dworcowa przez linię D8. Linia 7BIS została ostatecznie zlikwidowana z dniem 1 grudnia 2007 roku.